# Championnat international d'escrime 1927
Navigation
Édition précédente Édition suivante
La sixième édition du Championnat international d'escrime en 1927 s'est déroulé à Vichy en France.

## Résultats
| Épreuves                              | Or              | Argent             | Bronze              |
| ------------------------------------- | --------------- | ------------------ | ------------------- |
| Épée                                  |                 |                    |                     |
| Hommes individuel résultats détaillés | Georges Buchard | Fernand Jourdant   | Xavier de Beukelaer |
| Fleuret                               |                 |                    |                     |
| Hommes individuel résultats détaillés | Oreste Puliti   | Philippe Cattiau   | Gioacchino Guaragna |
| Sabre                                 |                 |                    |                     |
| Hommes individuel résultats détaillés | Sándor Gombos   | Ödön Tersztyánszky | Gyula Glykais       |

## Tableau des médailles
| Rang  | Nation   | Or | Argent | Bronze | Total |
| ----- | -------- | -- | ------ | ------ | ----- |
| 1     | France   | 1  | 2      | 0      | 3     |
| 2     | Hongrie  | 1  | 1      | 1      | 3     |
| 3     | Italie   | 1  | 0      | 1      | 2     |
| 4     | Belgique | 0  | 0      | 1      | 1     |
| TOTAL | TOTAL    | 3  | 3      | 3      | 9     |